# نظام الضغط

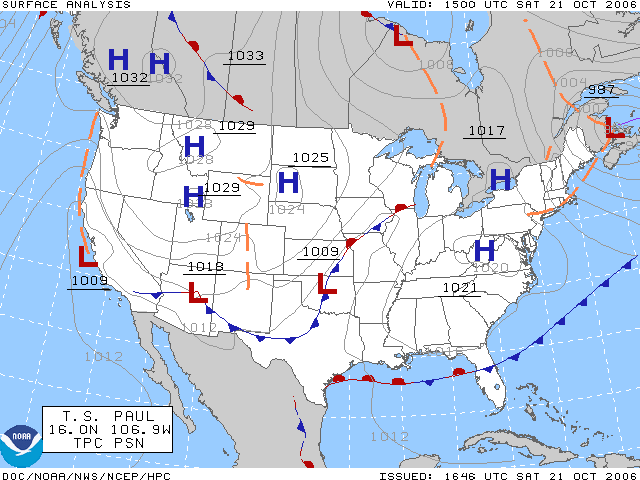
خريطة لأنظمة الضغط في أمريكا الشمالية

نظام الضغط، هو النظام المسؤول عن دراسة اختلاف توزيع قيم الضغط على الأسطح بالنسبة لمستوى سطح البحر، وتوضيح أسباب هذا التباين بين أقل القيم التي تم رصدها وبلغت 87 كيلو باسكال، تعادل 26 بوصة زئبقية، وأعلى قيمة تم رصدها 108,57 كيلو باسكال، تعادل 32.06 بوصة زئبقية. يرجع سبب هذا التباين إلى التفاعلات الناتجة عن اختلاف درجات الحرارة في الغلاف الجوي، اختلاف درجات الحرارة بين الغلاف الجوي والمسطحات المائية مثل البحيرات والمحيطات، اختلاف درجات الحرارة داخل المسطحات المائية نفسها، اختلاف درجة حرارة السطح عن درجة حرارة القاع، اختلاف درجة الحرارة على اليابسة أيضا بسبب اختلاف الارتفاع، غير احتساب كمية التسخين الشمسي أو التبريد الذي تتلقاه المنطقة.
تتسبب أنظمة الضغط في تشكيل شكل الطقس المحلي، حيث يسبب الضغط المنخفض إلى حدوث غيوم وهطول أمطار من شأنها أن تقلل درجات الحرارة على مدار اليوم. في حين أن الضغط المرتفع يرتبط بالطقس الجاف حيث السماء صافية وتغيرات كبيرة في درجات الحرارة اليومية بسبب زيادة الإشعاع أثناء الليل وزيادة إشراق الشمس في النهار.

## نظام الضغط المنخفض

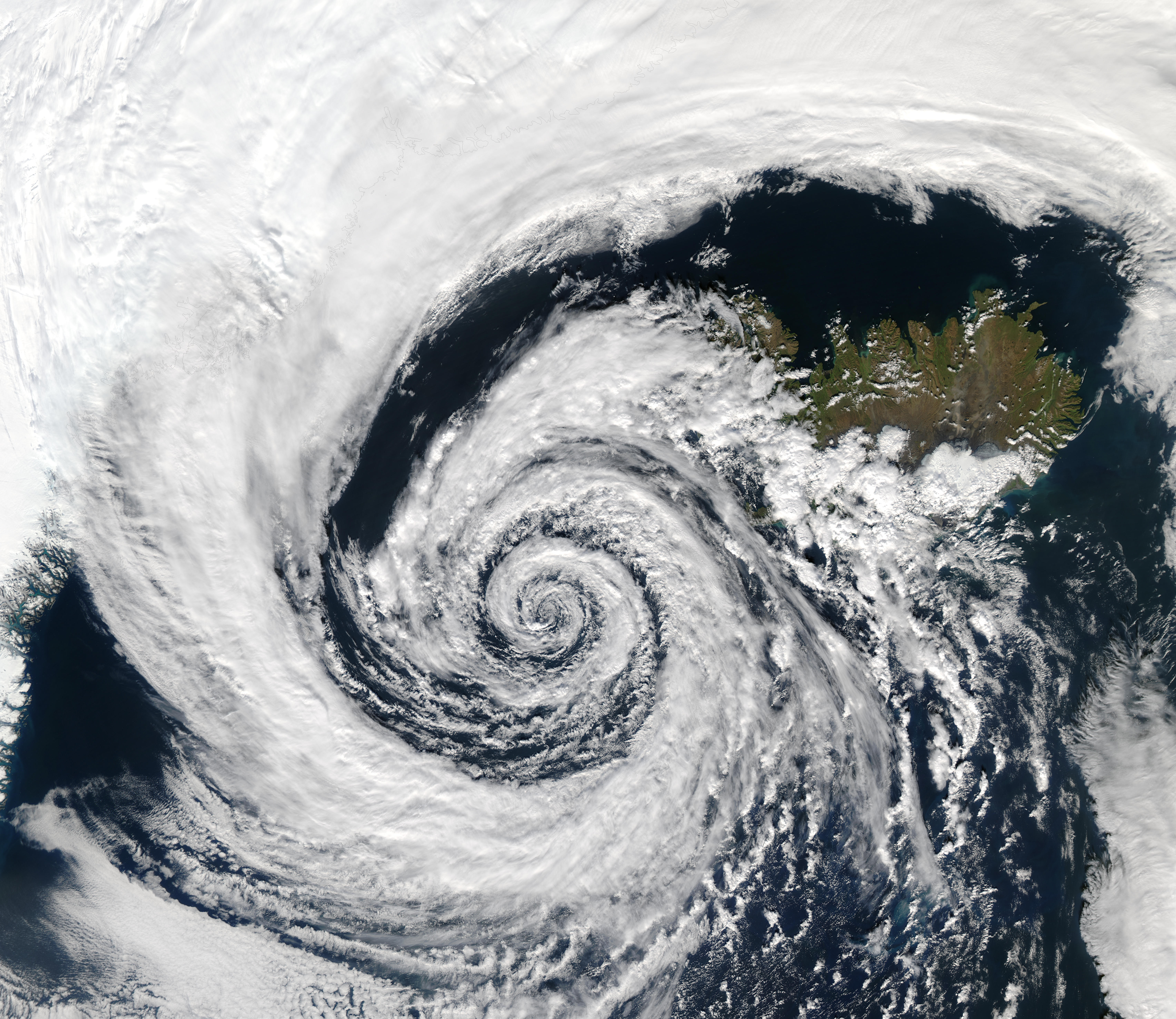
إعصار خارج استوائي، إعصار فوق مداري، يحوم حول الساحل الجنوبي الغربي لأيسلندا.

منطقة ضغط منخفض، منطقة يكون فيها الضغط الجوي عند مستوى سطح البحر أقل من المناطق المحيطة بها. تتشكل تلك المناطق في الأماكن التي تتباعد فيها الرياح في المستويات العليا من طبقة التروبوسفير. تعرف تلك العملية باسم التكون الحلقي. في مجال ديناميكيات الغلاف الجوي تحدث مناطق تباعد الرياح في منطقتين:

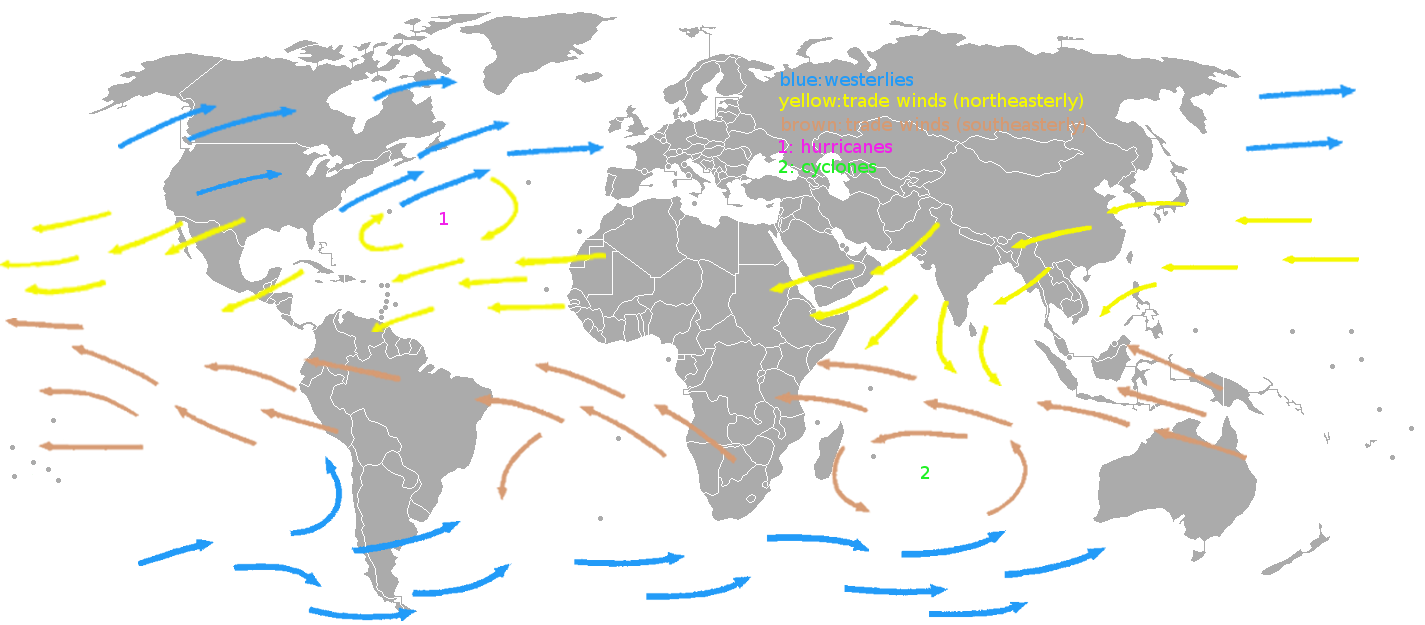
الغربيات ورياح التجارة

1. في الجوانب الشرقية من القيعان العليا، حيث تتشكل نصف موجة روسبي داخل الغربيات، حوض ذو طول موجي كبير يمتد داخل طبقة التروبوسفير.
2. قبل أحواض الموجات القصيرة المدمجة، والتي لها أطوال موجية أصغر.

تسبب الرياح المتباعدة في المستويات العليا للغربيات إلى ارتفاع طبقة التروبوسفير في الغلاف الجوي والتي تؤدي بدورها إلى تقليل الضغط السطحي نتيجة تصدي الحركة الصاعدة مع قوى الجاذبية.
يؤدي التسخين الموضعي الناتج عن ارتفاع درجات الحرارة وزيادة أشعة الشمس على الصحراء والكتل الأرضية الأخرى في تشكيل القيعان الحرارية نتيجة الاختلاف بين كثافة الهواء البارد الأعلى كثافة والحار الأقل كثافة. ففي مناطق الهواء الحارة يرتفع الهواء الدافئ الأقل كثافة وبالتالي تقليل الضغط الجوي. تساعد تلك العملية بدورها في إنشاء مراحل ضغط تؤدي بدورها إلى دوران رياح على نطاق واسع بين الدول والقارات تعرف باسم الرياح الموسمية.
تتكون مناطق الضغط المنخفض أيضا من العواصف الرعدية فوق المياه الدافئة، حيث تتسبب في تكوين حوض رياح موسمية في حالة حدوثها فوق منطقة استوائية بالقرب من منطقة تقارب مداري. يصل مدى أحواض الرياح الموسمية إلى مداها الشمالي في شهر أغسطس وإلى مداها الجنوبي في شهر فبراير. في حالة اكتساب حمل حراري دوران محدد في منطقة مدارية ينشأ الإعصار المداري.
يمكن حدوث إعصار مداري في أي شهر من شهور العام بشكل عام، وبشكل خاص في النصف الشمالي أو الجنوبي من الكرة الأرضية في شهر نوفمبر.
يتسبب الارتفاع الجوي الناتج عن تقارب الرياح المنخفضة إلى تكوين سحب وزيادة احتمالية هبوط أمطار. يرجع سبب ذلك إلى أن السماء الممتلئة بالغيوم في مناطق الضغط المنخفض تعمل على تقليل درجات الحرارة اليومية نتيجة لعكس السحب لضوء الشمس فلا يمر سوى الإشعاع الشمسي ذي الموجات القصيرة فيؤدي إلى انخفاض درجة الحرارة أثناء اليوم. أما أثناء الليل يسمح التأثير الإمتصاصي للسحب بمرور الإشعاع الشمسي ذي الموجات الطويلة، مثل الطاقة الحرارية الناتجة من السطح، مما يجعل درجات الحرارة أكثر دفئا في جميع فصول السنة.
كلما ارتفعت قوة منطقة الضغط المنخفض، كلما ارتفعت قوة الرياح في المناطق القريبة منها. على مستوى العالم، يمكن ملاحظة مناطق الضغط المنخفض على هضبة التبت، جبال روكي داخل أوروبا، المملكة المتحدة وأيضا هولندا.
في 12 أكتوبر عام 1979 تم رصد وتسجيل أدنى ضغط جوي في إعصار تايفون غرب المحيط الهادي حيث سجل الاعصار 870 كيلو باسكال ما يعادل 26 بوصة زئبقية.

## نظام الضغط العالي

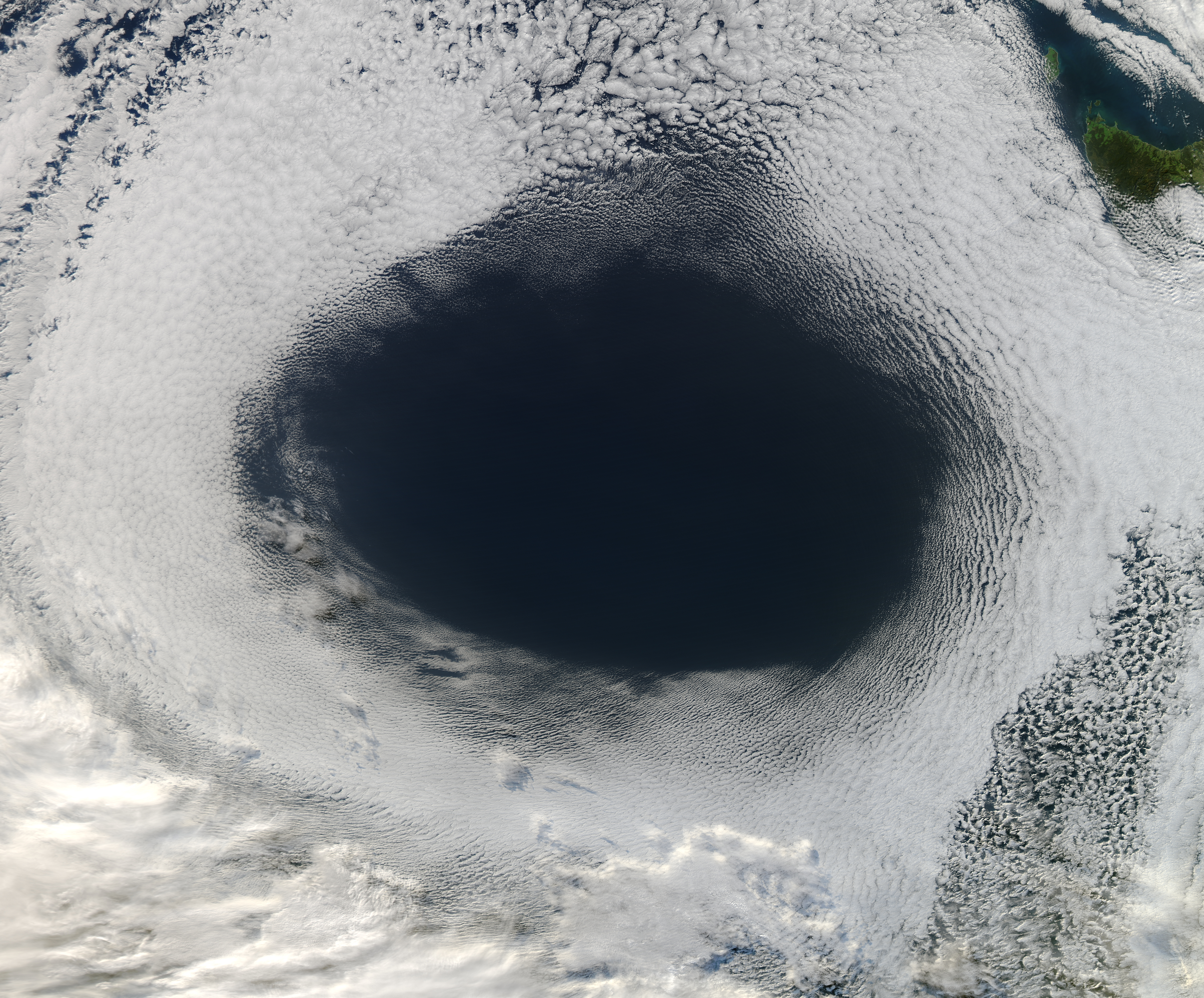
صورة من قمر صناعي توضح منطقة ذات ضغط عالي في شمال أستراليا. تظهر في الصورة السحب صافية.

غالبا ما يرتبط وجود نظام الضغط العالي مع هبوب رياح خفيفة تكونت نتيجة هبوط الجزء السفلي من طبقة التروبوسفير، التي بدورها تسببت في تجفيف الكتل الهوائية عن طريق التسخين الحراري أو التبريد بالانضغاط. ينتج عن الضغط المرتفع صفاء السماء خلال النهار لعدم وجود غيوم تعكس ضوء الشمس ومرور الكثير من الإشعاع الشمسي ذي موجات قصيرة. أما في الليل، يعني غياب السحب تعني عدم مرور الإشعاع الشمسي ذي الموجات الطويلة (الطاقة الحرارية من السطح) وبالتالي تختلف درجة الحرارة على مدار اليوم الواحد في جميع الفصول.
عندما تصبح الرياح السطحية خفيفة، يهبط الجزء السفلي من طبقة التروبوسفير مما يتسبب في تراكم الجسيمات في المناطق الحضرية تحت التلال وانتشار الغبش. إذا ارتفع منسوب الرطوبة إلى 100% في الليل، يتكون الضباب.
تنتقل مناطق الضغط العليا القوية الرأسية من خطوط العرض العليا إلى خطوط العرض المنخفضة في نصف الكرة الشمالي ويتسبب ذلك في انتقال الكتل الهوائية القارية. بينما يؤدي انعكاس درجة الحرارة المباشرة إلى تكوين ما يعرف بالسحب الركامية أو سحابة ستراتوس ثابتة. على سبيل المثال عند دراسة تأثير امتدادات ضغط الفقاعات المرتفع في جزر الأزور، وجد أن ذلك يؤدي إلى سحابة ستراتوس معاكسه في فصل الشتاء، عندما يتم تسخينها تحتجز الرطوبة بها أثناء تحركها فوق المسطحات المائية كالمحيطات.
في 19 ديسمبر 2001، تم رصد وتسجيل أعلى قيمة ضغط جوي على سطح الكرة الأرضية في تونسونتنسجنل، منغوليا عندما وصلت قيمة الضغط إلى 1,085.7 هيكتو باسكال ما يعادل 32.6 بوصة زئبقية.

## خرائط الطقس السطحية

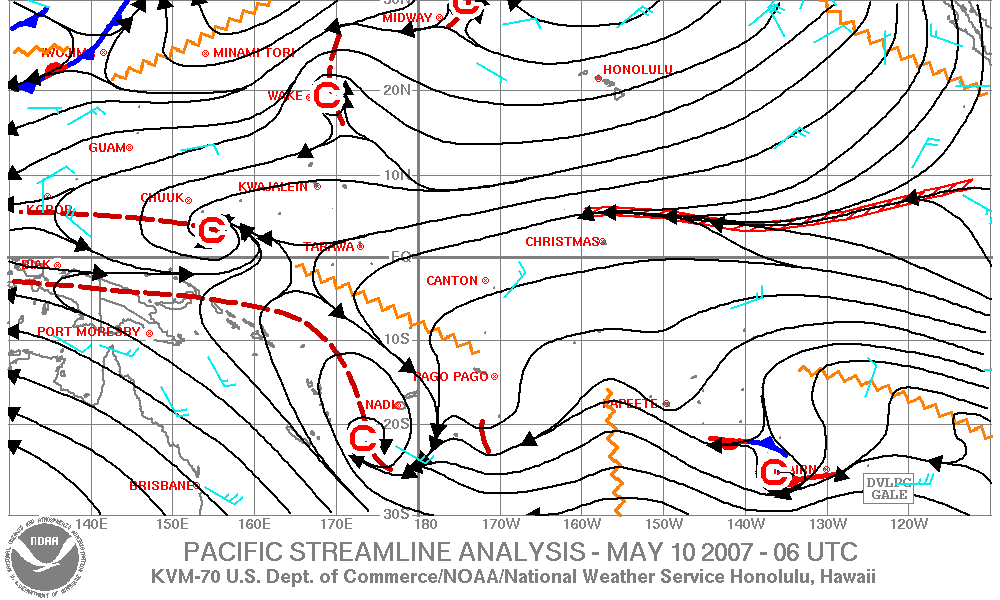
تحليل مبسط لخريطة الطقس على المحيط الهادي الاستوائي.

تحليل الطقس السطحي، إحدى طرق دراسة الطقس. تعتمد على تصوير مواقع الضغط المرتفعة والمنخفضة، الجبهات الهوائية ورسمها على خريطة طقس، بالاعتماد على تقنيات علم الأرصاد الإجمالي وبالتالي تقديم معلومات عن الطقس الخاصة بمساحة جغرافية ما خلال وقت محدد. ترسم المناطق المتساوية في الظروف بألوان متشابهة مما يساعد في توضيح التباين الكبير بين درجات الحرارة في مختلف أنحاء الكرة الأرضية غير توضيح عملية انتقال الغيوم والسحب والتي تساعد في تنبؤ الأعاصير المدارية، الرياح الموسمية وأماكن هطول الأمطار.
في سبيل تبسيط خرائط الطقس يتم الإعتماد على حروف بسيطة إنجليزية بسيطة للتعبير عن الطقس السطحي لكل منطقة واستنتاج المعلومات الهامة مثل احتمالية هطول أمطار أو حدوث أعاصير. على سبيل المثال يمثل الحرف H منطقة ذات ضغط عالي مما يعني طقس معتدل وجيد. أما الحرف L فيمثل منطقة ذات ضغط منخفض والتي غالبا ما تصاحب هطول أمطار.

## وصلات خارجية
- مصطلحات الأرصاد الجوية